# Ptilodactyla novahibernica
Ptilodactyla novahibernica is een keversoort uit de familie Ptilodactylidae. De wetenschappelijke naam van de soort is voor het eerst geldig gepubliceerd in 1972 door Delève.